# Blackfire Exploration
Blackfire Exploration Ltd. es una compañía de minería y sondeo propiedad de Brad y Brent Willis, de Calgary, Canadá y Emiliano Canales Ávila de México. La compañía está radicada en la Columbia Británica, Canadá y Chiapas, México ( a través de su compañía subsidiaria: Blackfire Exploration Mexico S de RL de CV). Blackfire tiene propiedades mineras canadienses y mexicanas en varias etapas de desarrollo y está enfocada en tres minas en los municipios de Pijijiapan, Acacoyagua y Chicomuselo, Chiapas, México:
- Mina de barita
- Mina de titanio
- Mina de magnetita

Su presencia ha sido blanco de críticas de movimientos medioambientalistas que piden la salida de Blackfire de Chiapas.